# Europaspiele 2023/Badminton
Bei den Europaspielen 2023 wurden vom 26. Juni bis zum 2. Juli 2023 in Tarnów fünf Wettbewerbe im Badminton ausgetragen.

## Bilanz

### Medaillenspiegel
| Platz  | Land           | Gold | Silber | Bronze | Gesamt |
| ------ | -------------- | ---- | ------ | ------ | ------ |
| 1      | Dänemark       | 2    | 1      | 1      | 4      |
| 2      | Niederlande    | 1    | 1      | —      | 2      |
| 3      | Bulgarien      | 1    | —      | —      | 1      |
| 3      | Spanien        | 1    | —      | —      | 1      |
| 5      | Frankreich     | —    | 2      | 3      | 5      |
| 6      | Großbritannien | —    | 1      | 3      | 4      |
| 7      | Deutschland    | —    | —      | 1      | 1      |
| 7      | Israel         | —    | —      | 1      | 1      |
| 7      | Schweiz        | —    | —      | 1      | 1      |
| Gesamt | Gesamt         | 5    | 5      | 10     | 30     |

### Medaillengewinner
| Disziplin    | Gold                                | Silber                       | Bronze                              |
| ------------ | ----------------------------------- | ---------------------------- | ----------------------------------- |
| Herreneinzel | Viktor Axelsen                      | Christo Popov                | Toma Junior Popov                   |
| Herreneinzel | Viktor Axelsen                      | Christo Popov                | Misha Zilberman                     |
| Dameneinzel  | Carolina Marín                      | Mia Blichfeldt               | Kirsty Gilmour                      |
| Dameneinzel  | Carolina Marín                      | Mia Blichfeldt               | Jenjira Stadelmann                  |
| Herrendoppel | Kim Astrup Anders Skaarup Rasmussen | Ben Lane Sean Vendy          | Christo Popov Toma Junior Popov     |
| Herrendoppel | Kim Astrup Anders Skaarup Rasmussen | Ben Lane Sean Vendy          | Alexander Dunn Adam Hall            |
| Damendoppel  | Gabriela Stoeva Stefani Stoewa      | Debora Jille Cheryl Seinen   | Margot Lambert Anne Tran            |
| Damendoppel  | Gabriela Stoeva Stefani Stoewa      | Debora Jille Cheryl Seinen   | Linda Efler Isabel Lohau            |
| Mixed        | Robin Tabeling Selena Piek          | Thom Gicquel Delphine Delrue | Mathias Christiansen Alexandra Bøje |
| Mixed        | Robin Tabeling Selena Piek          | Thom Gicquel Delphine Delrue | Marcus Ellis Lauren Smith           |